# Feliu Ventura
Pour les articles homonymes, voir Ventura.
 (mai 2025).

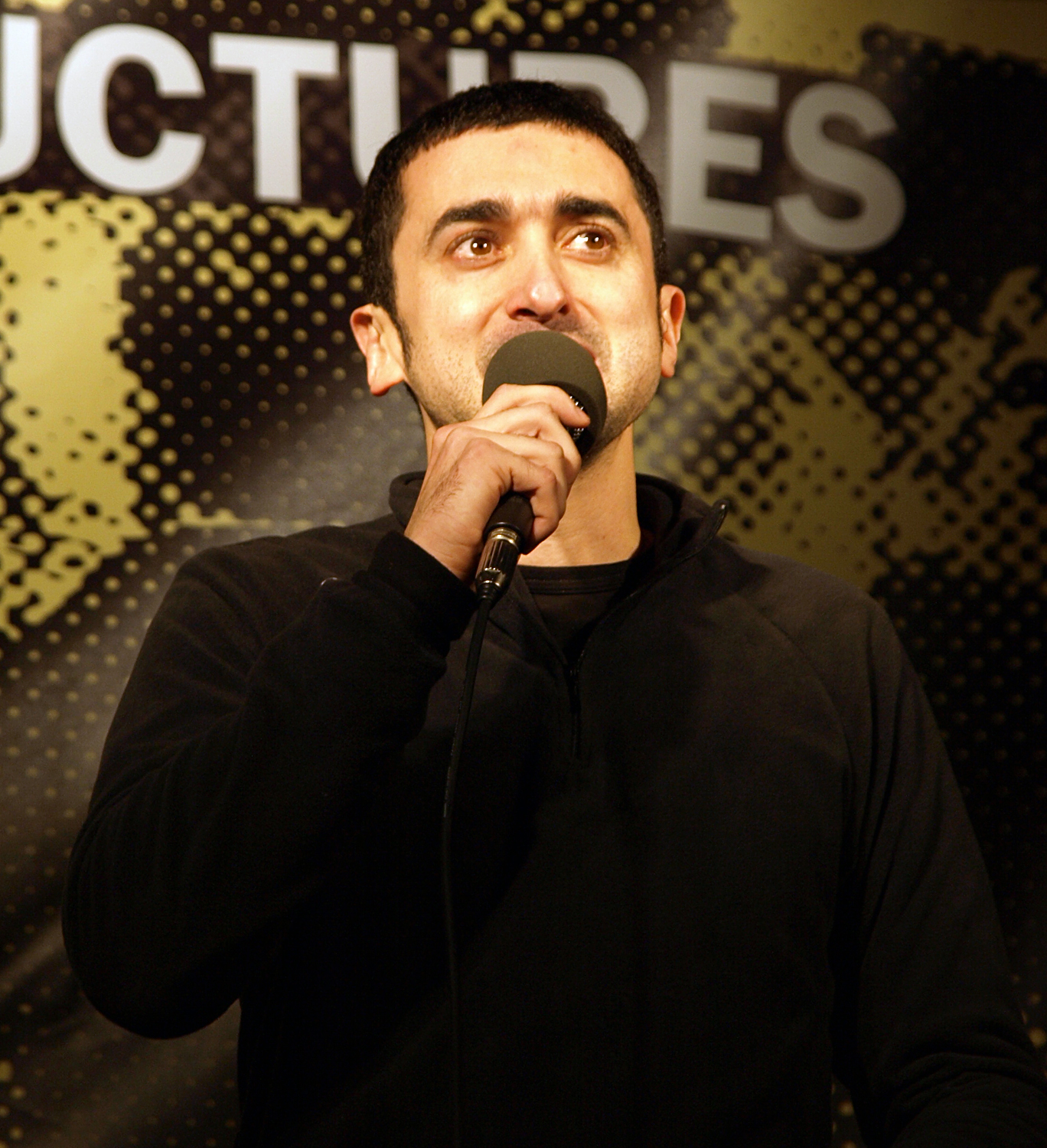
Feliu Ventura

Feliu Ventura, né à Xàtiva en 1976, est un chanteur valencien de langue catalane.
Très influencé par Raimon à l'origine, il a évolué vers un son pop-rock acoustique, où les textes ont une grande importance.
En 2006, il a été acclamé par les lecteurs de la revue Enderrock et a gagné tous les prix dans la catégorie Chanson d'auteur (Cançó d'autor) : Meilleur artiste, Meilleur disque ("Alfabets de Futur"), Meilleure chanson ("Alacant -per interior-") et Meilleur concert (pour sa performance à l'Auditori de Barcelone).

## Discographie
- 1996 : L'única diferencia
- 2000 : Estels de tela
- 2003 : Barricades de paper
- 2005 : Que no s'apague la llum (avec Lluís Llach)
- 2006 : Alfabets de futur
- 2011 : Música i lletra